# محطة كريستال ريفر 3 للطاقة النووية

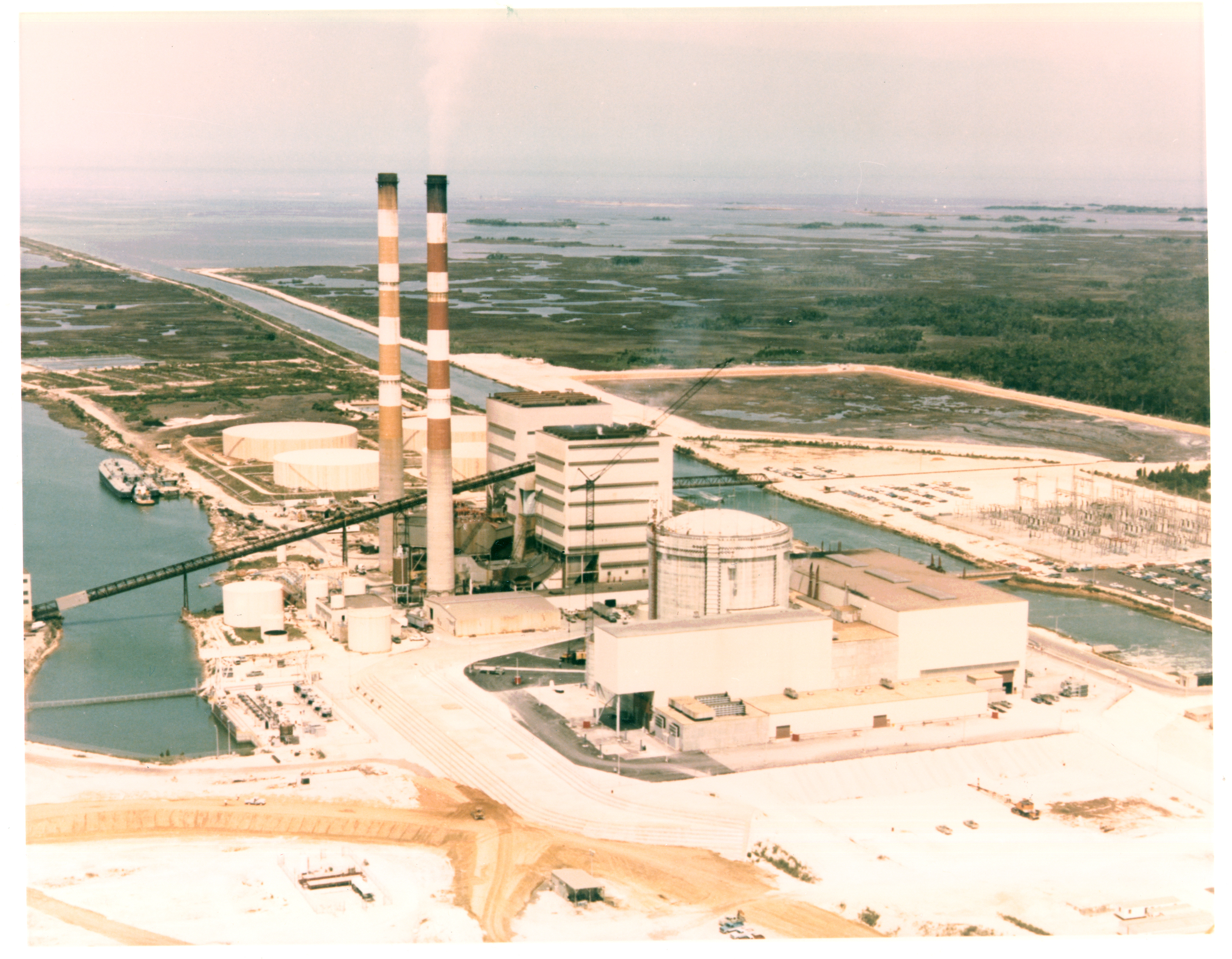
محطة كريستال ريفر 3 للطاقة النووية

محطة كريستال ريفر 3 للطاقة النووية هي محطة للطاقة النووية، والتي تسمى أيضًا محطة كريستال ريفر النووية، أو ببساطة CR-3، هي محطة طاقة نووية مغلقة تقع في كريستال ريفر بولاية فلوريدا.

## نبذة
المحطة قيد التشغيل حاليًا ويتحول إلى حالة الإغلاق تم الانتهاء من محطة توليد الكهرباء وترخيصها للعمل في ديسمبر 1976، وتم تشغيلها بأمان لمدة 33 عام حتى الإغلاق في سبتمبر 2009.
كانت المحطة الثالثة التي تم إنشائها كجزء من مجمع كريستال ريفر للطاقة الذي تبلغ مساحته 4700 فدان والذي يحتوي على محطة واحدة للطاقة النووية، في حين تقاسم الموقع مع أربع محطات تعمل بالطاقة بواسطة الوقود الأحفوري.
تم تشغيل مفاعل كريستال ريفر دون الاتصال بالإنترنت في سبتمبر 2009 للتزود بالوقود بسبب انقطاع التيار الكهربائي بنسبة 20٪ بالولاية. أثناء إزالة الخرسانة اكتشفوا فجوة كبيرة في الخرسانة من جدار بناء الاحتواء. كانت الإصلاحات ناجحة، ولكن بدأ إجراء عمليات إضافية وبعد عدة أشهر من خيارات التحليل، أعلن كبار المسؤولين التنفيذيين في فبراير 2013 أن محطة كريستال ريفر 3 للطاقة النووية ستغلق نهائيًا. الوحدات التي تعمل بالفحم لا تتأثر.

## صور المحطة

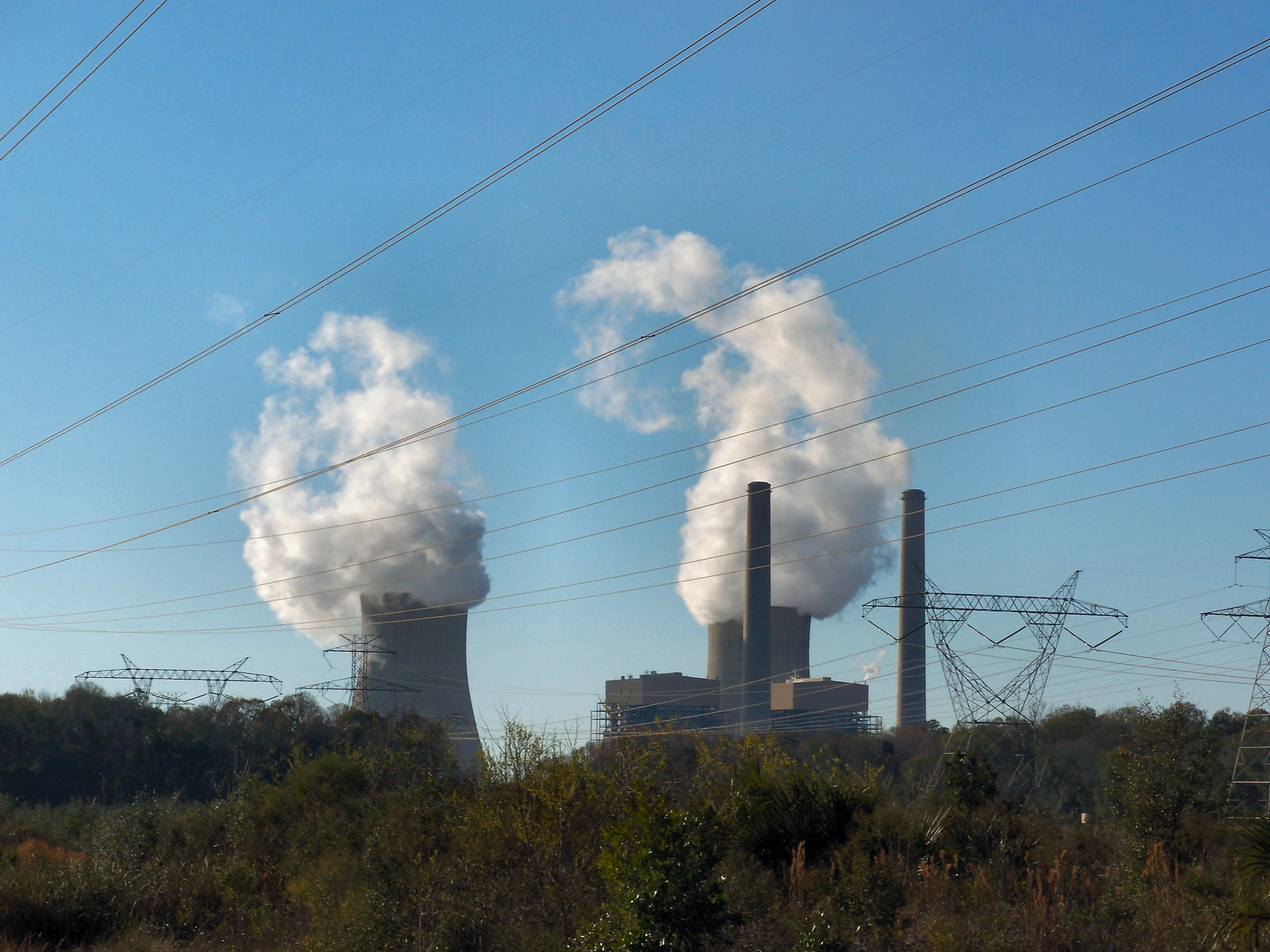
محطة كريستال ريفر 3 للطاقة النووية
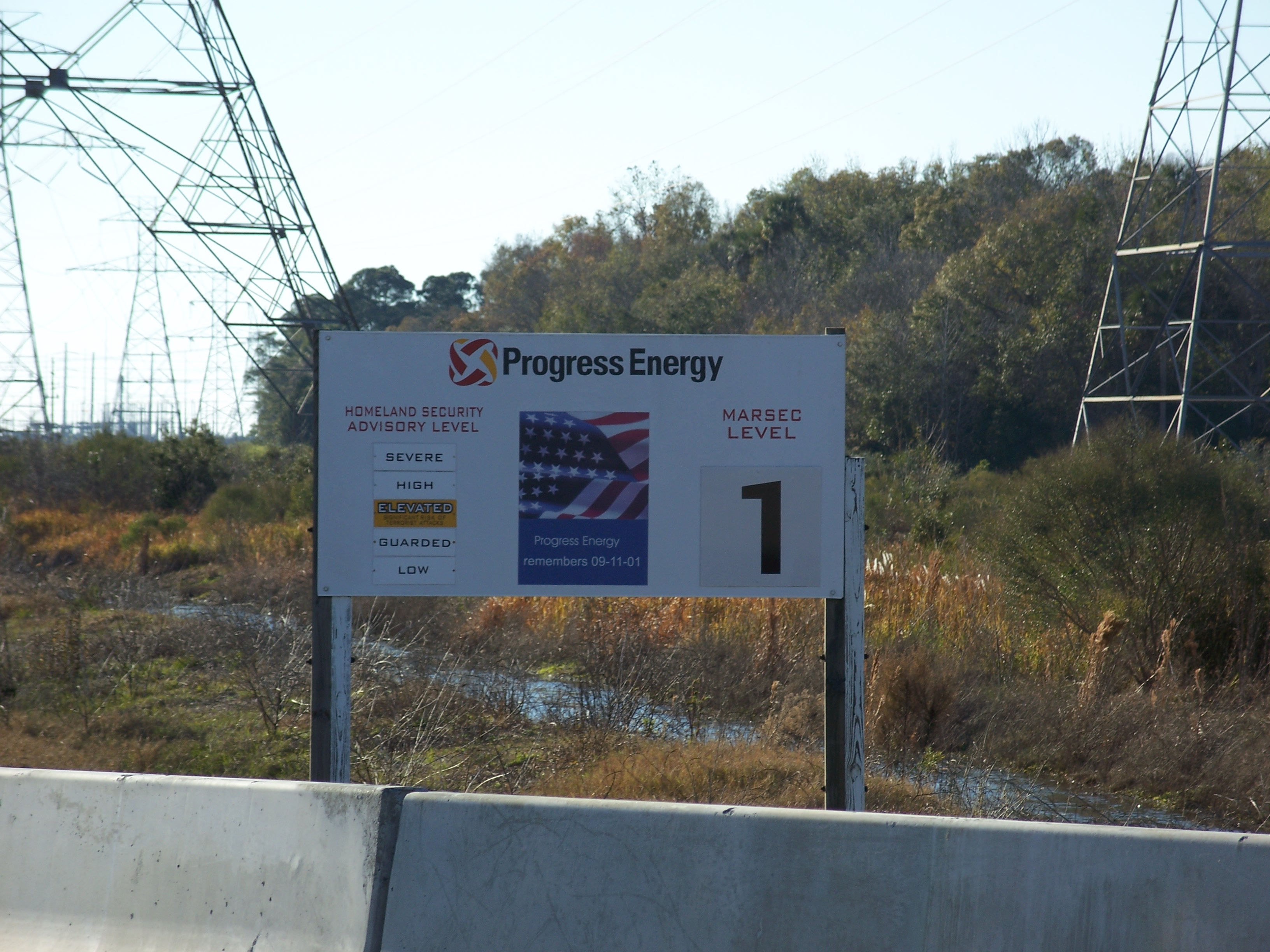
محطة كريستال ريفر 3 للطاقة النووية في عام 2010
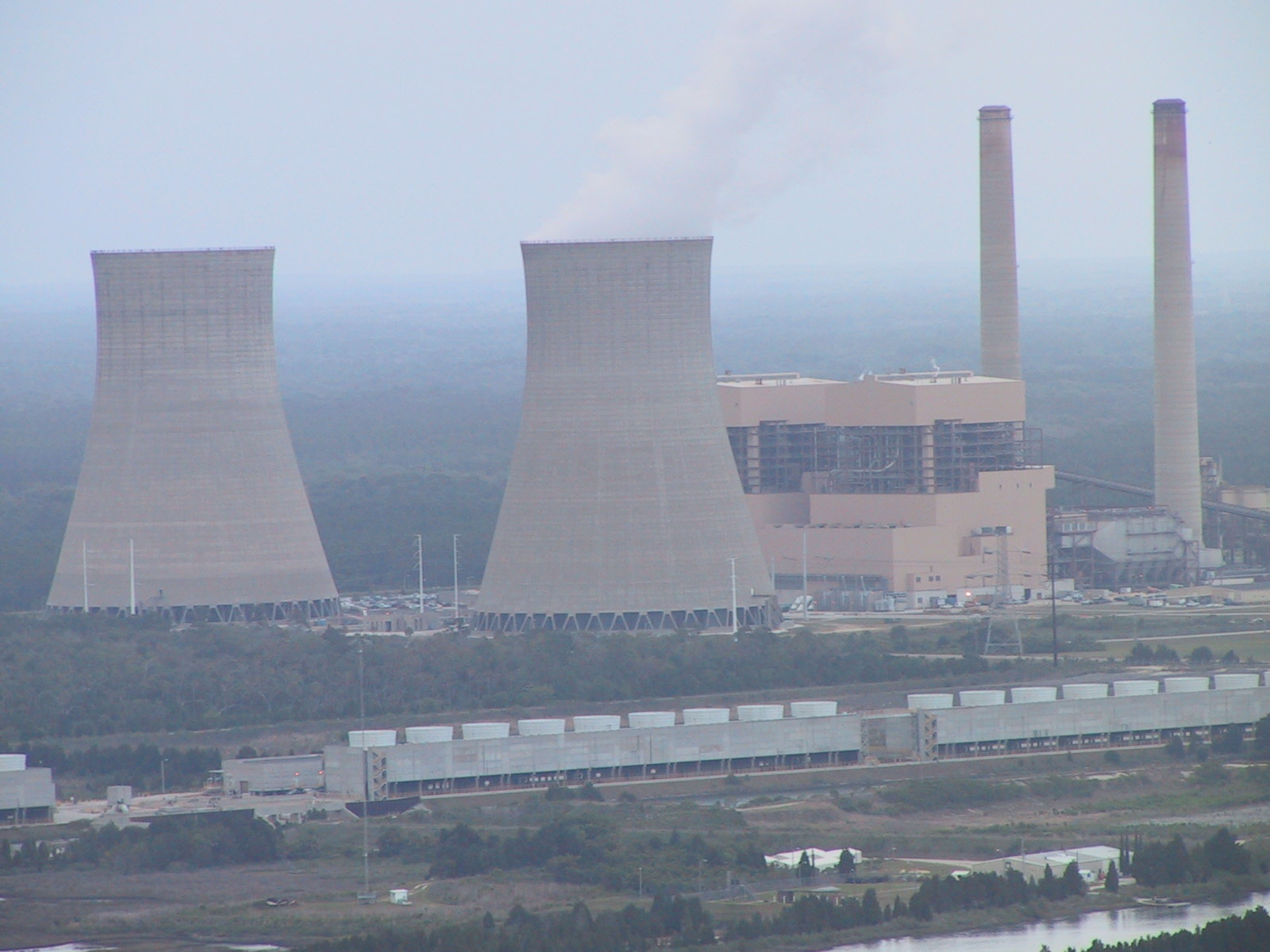
محطة كريستال ريفر 3 للطاقة النووية في عام 2011